# Свободен град Фиуме
Свободният град Фиуме е независима държава (свободен град), просъществувала в периода 1920 – 1924 г. Площта му е 28 кв. км. – Риека (итал. Fiume) и коридор, свързващ града с Италия.

След Първата световна война и разпадането на Австро-Унгария, град Риека (Fiume) става международен въпрос – най-вече понеже е важен пристанищен град на Адриатическо море, претендиран както от Кралството на сърби, хървати и словенци (по-късно Кралство Югославия), така и от Кралство Италия. По споразумение на страните-победителки от Антантата, Риека (Fiume) придобива статут на свободен град и територия. Американският президент Удроу Уилсън се нагърбва с ролята на арбитър в граничния конфликт.  Той даже прави предложение, в Риека (Fiume) да бъде базирано седалището на Обществото на народите. 
На 12 ноември 1920 г. по повод статута на Риека (Fiume) и възникналия конфлик е подписан договора от Рапало, според който всички страни признават независимостта на Фиуме и обещават да запазят целостта му. Държавата е призната от САЩ, Франция и Великобритания.
На 3 март 1922 г. местните фашисти свалят „измисленото правителство“ (според тях) и завземат властта, искайки помощ от Италия. На 17 март италианските войски влизат във Фиуме, след което са сключва втория договор от Рапало, а през есента Мусолини организира големия фашистки поход към Рим, искайки и получавайки цялата власт в Италия.
На 27 януари 1924 г. Кралството на сърби, хървати и словенци и Кралство Италия сключват известния договор от Рим, според който се слага края на конфликта за Фиуме, като Италия получава града, а Югославия – село Сушак. Сваленото правителство на свободния град не признава тези споразумения и продължава да съществува в изгнание. 